# Аутотрансплантація
Аутотрансплантація (від грец. αυτός - сам), або аутологічна трансплантація - пересадка органів або тканин в межах одного організму. Найбільш поширеними прикладами аутотрансплантації є трансплантати шкіри або кісток, після травм і трансплантації кровоносних судин (шунтування). Даний вид трансплантації є найбільш оптимальним, так як ризик відторгнення пересадженої тканини мінімальний. При аутотрансплантації не виникає імунологічного конфлікту, що сприяє істинному приживленню субстрату. 
Тканина, яка пересаджується, називається аутотрансплантатом.
Аутотрансплантація кісткового мозку або гемопоетичних стовбурових клітин після високодозової протипухлинної хіміотерапії широко застосовується при лейкозі, лімфомах і хіміочутливих злоякісних пухлинах.

## Види аутотрансплантації
- Пересадка шкіри - широко використовується при важких опіках;
- Пересадка кісткового мозку, що застосовується при лейкозі і лімфомах;
- Аутотрансплантація вен;
- Кісткова і м'язова аутотрансплантація;
- Пересадка тканини селезінки;
- Аутотрансплантація зубів;[1]
- Аутотрансплантація рогівки.

Існує також особливий вид аутотрансплантації - переливання крові, при якому кров пацієнта вилучається за кілька діб перед операцією і переливається йому ж при крововтраті під час операції.

## Процедура аутотрансплантації
Аутотрансплантація має 2 етапи - вилучення донорської тканини і її подальша пересадка.
Вилучення необхідної для пересадки тканини відбувається в спеціально підготовленій операційній кімнаті і зберігають при пониженій температурі. Після проведення високодозової хіміотерапії пацієнту трансплантують вилучену тканину в організм.
Після аутотрансплантації пацієнт протягом декількох годин повинен перебувати під наглядом фахівця. Для зняття післяопераційного дискомфорту пацієнтові призначаються знеболюючі препарати.
Аутотрансплантат є власною тканиною пацієнта, тому імунодепресивна терапія не потрібна.
Існує новітній метод, що дозволяє не вилучати тканину у пацієнта - необхідні органи і тканини можуть бути відтворені за допомогою індукованих стовбурових клітин пацієнта і підкладки з міжклітинного матриксу.

## Аутотрансплантація в Україні
На базі відділення онкогематології Національниого інституту раку були створені умови для аутотрансплантації стовбурових клітин дорослого пацієнта. Протягом 2017 року в інституті було проведено 11 операції із пересадки кісткового мозку.
Згідно зі статтею 14 Закону України "Про трансплантацію органів та інших анатомічних матеріалів людині" за бажанням повнолітньої дієздатної особи у неї може бути взято на зберігання за її рахунок кістковий мозок з метою використання у разі потреби для аутотрансплантації. За згодою донора його кістковий мозок може бути надано безоплатно або за плату для трансплантації іншій особі.